# Aleksandr Awdiejew (dyplomata)
Aleksandr Awdiejew (ur. 1946) – radziecki dyplomata. 
Członek KPZR. Absolwent MGIMO w 1968, po ukończeniu studiów pracował w aparacie centralnym Ministerstwa Spraw Zagranicznych ZSRR i w radzieckich przedstawicielstwach dyplomatycznych. W latach 1987-90 był ambasadorem w Luksemburgu. W latach 1991-92 był wiceministrem spraw zagranicznych ZSRR/Federacji Rosyjskiej. W latach 1992-96 był ambasadorem w Bułgarii. Od 1996 ponownie zajmuje stanowisko wiceministra spraw zagranicznych Federacji Rosyjskiej .